# The Day of Faith
The Day of Faith é um filme perdido norte-americano de 1923, do gênero drama, dirigido por Tod Browning.

## Elenco
- Eleanor Boardman - Jane Maynard
- Tyrone Power, Sr. - Michael Anstell
- Raymond Griffith - Tom Barnett
- Wallace MacDonald - John Anstell
- Ford Sterling - Montreal Sammy
- Heinie Conklin - Yegg Darby
- Ruby Lafayette - Granny Maynard
- Jane Mercer - Filha Red Johnston'
- Edward Martindel - Uncle Mortimer
- Winter Hall - Bland Hendricks
- Emmett King - Simmons
- Jack Curtis - Red Johnson
- Frederick Vroom - Marley Maynard
- John Curry - Isaac
- Henry Hebert - Samuel Jackson
- Miles McCarthy - Kelly
- Robert Dudley - Morris